# Lymnaeidae
Limnées, Lymnées
Famille
Les Lymnaeidae (les limnées ou lymnées en français) sont une famille d'escargots pulmonés d'eau douce caractérisés par une coquille dextre et par une unique paire de tentacules triangulaires.

## Liste des sous-familles
Selon BioLib (11 déc. 2019) :
- Lancinae
- Lymnaeinae

Selon World Register of Marine Species (11 déc. 2019) :
- Amphipepleinae Pini, 1877
- Lancinae Hannibal, 1914
- Lymnaeinae Rafinesque, 1815

## Liste des genres
Selon NCBI (2 janv. 2012) :
- Aenigmomphiscola
- Austropeplea
- Bulimnea
- Bullastra
- Catascopia
- Ferissia
- Fossaria
- Galba - dont Galba truncatula, la limnée tronquée ou petite limnée
- Hinkleyia
- Kutikina
- Lanx
- Lymnaea
- Myxas -  dont Myxas glutinosa, la limnée cristalline
- Omphiscola
- Pseudosuccinea
- Radix - dont Radix peregra, la limnée voyageuse
- Stagnicola

Selon Fauna Europaea (22 févr. 2015) :
- Catascopia Meier-brook & Bargues, 2003
- Galba Schrank, 1803
- Lymnaea Lamarck, 1799
- Myxas Sowerby, 1822
- Omphiscola Rafinesque, 1819
- Pseudosuccinea Baker, 1908
- Radix Montfort, 1810
- Stagnicola Jeffreys, 1830

## Systématique
Le nom valide de ce taxon est Lymnaeidae Rafinesque, 1815.
Lymnaeidae a pour synonymes :
- Limnophysidae